# Nordwestdeutsche Klassenlotterie

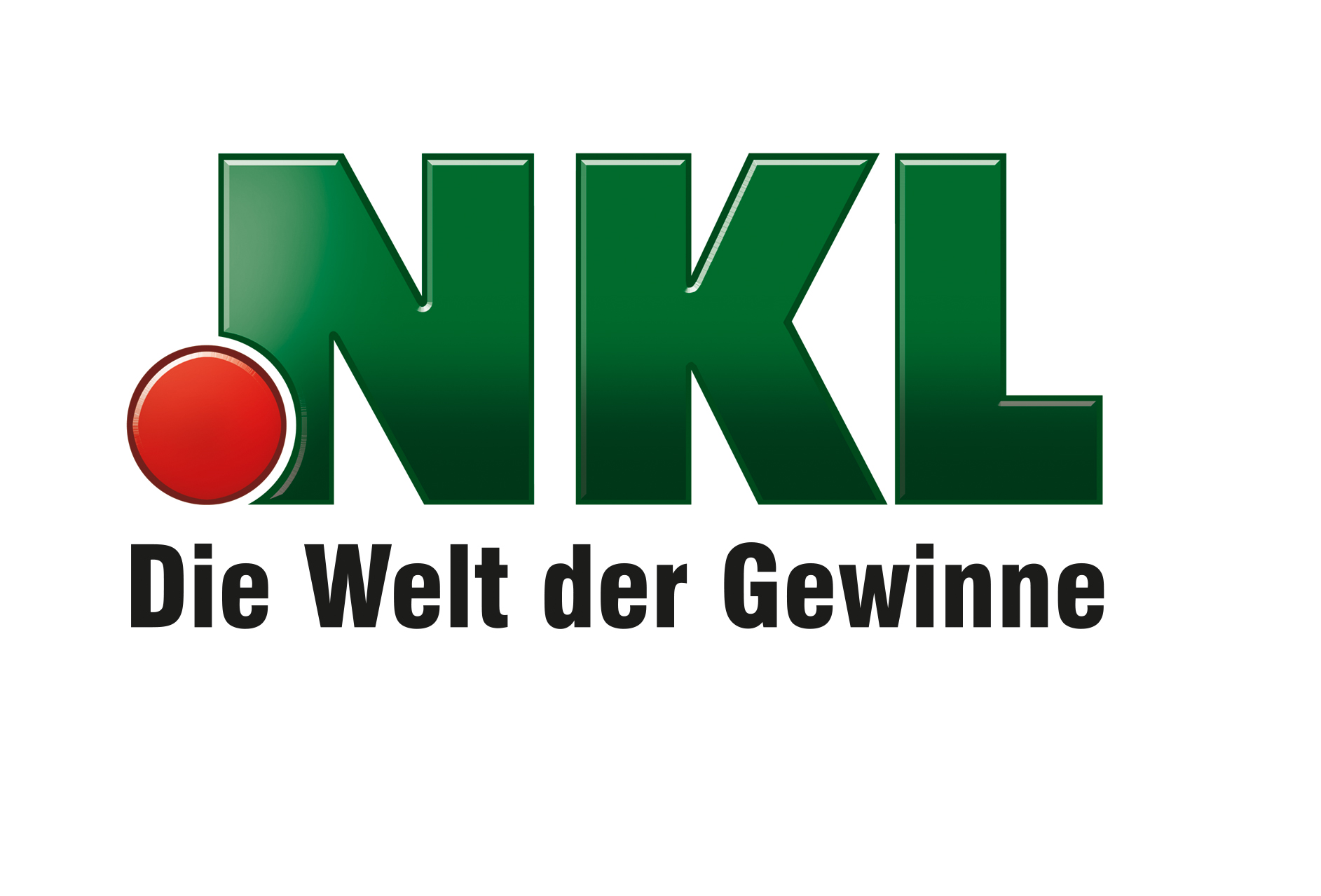
Unternehmenslogo mit Slogan

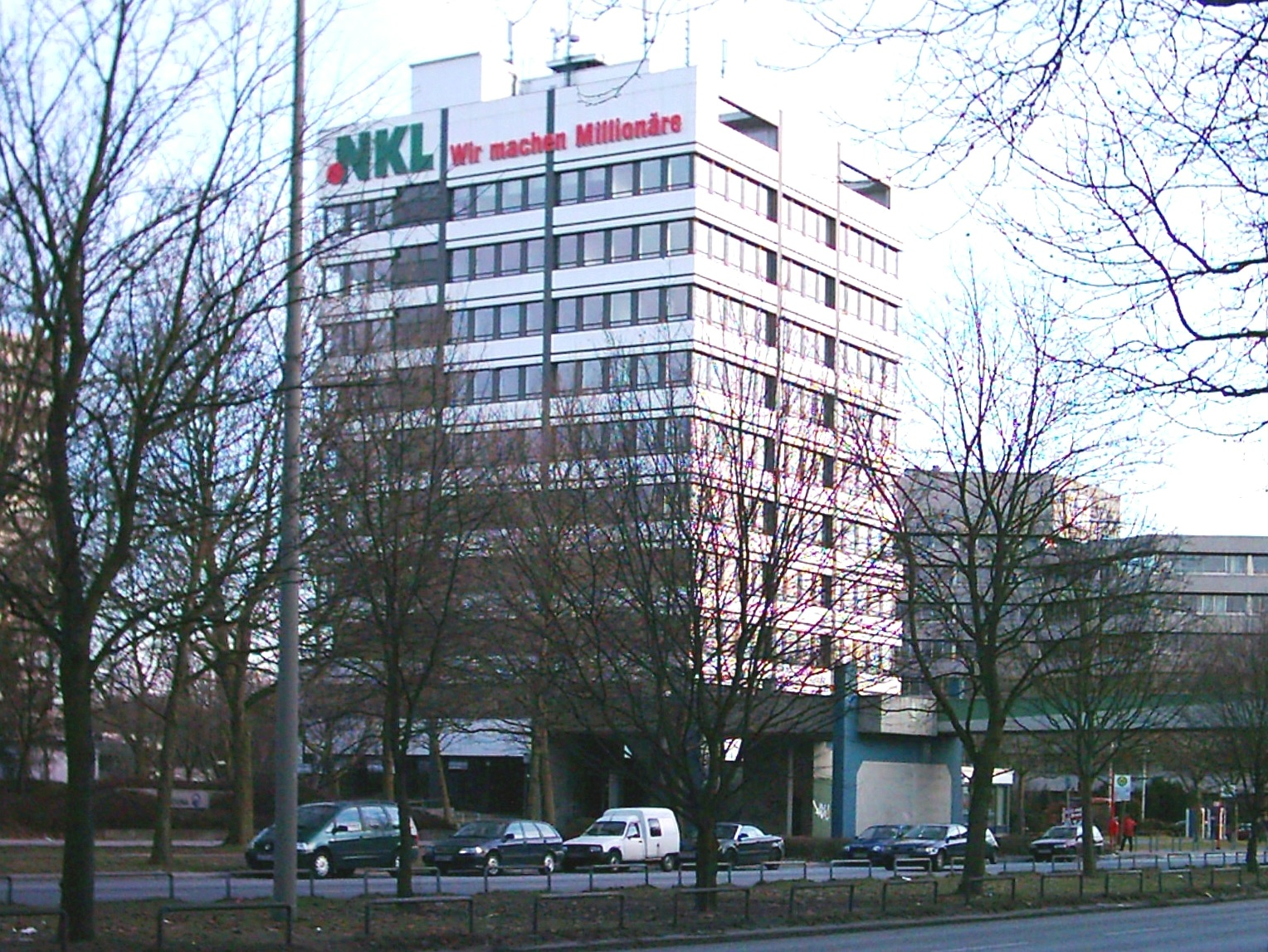
Die NKL in Hamburg (City-Nord).

Die NKL Nordwestdeutsche Klassenlotterie wurde im Jahr 1947 gegründet. Sie war ein gemeinschaftlicher Eigenbetrieb einiger deutscher Länder. Die Anstalt des öffentlichen Rechts hatte ihren Sitz in Hamburg. Sie wurde mit Wirkung vom 1. Juli 2012 aufgelöst. Gesamtrechtsnachfolger der NKL ist die GKL Gemeinsame Klassenlotterie der Länder. Der Name NKL-Lotterie bleibt als Marke erhalten, und die Spielangebote werden unverändert fortgeführt. Der Vertrieb der Lose erfolgt über etwa 38 staatlich zugelassene, eigenständige Lotterie-Einnahmestellen.

## Geschichte
Die NKL wurde im Jahr 1947 gegründet und war die Staatslotterie der deutschen Bundesländer Berlin, Brandenburg, Freie Hansestadt Bremen, Freie und Hansestadt Hamburg, Mecklenburg-Vorpommern, Niedersachsen, Nordrhein-Westfalen, Saarland, Sachsen-Anhalt und Schleswig-Holstein, von denen das Saarland 1960 und Berlin, Brandenburg, Mecklenburg-Vorpommern und Sachsen-Anhalt 1990 beitraten. Die erste Ziehung fand am 28. April 1948 statt.
Obschon die Lose nur von den staatlich zugelassenen Lotterie-Einnahmen aus den Trägerländern vertrieben werden, gibt es für die Spielteilnehmer der NKL-Lotterie – im Gegensatz etwa zum Lotto „6 aus 49“ – keinerlei Einschränkungen, die den Wohnort betreffen. Die Gewinne werden in einem Gewinnplan festgelegt. Die Durchführung der Lotterie steht unter staatlicher Aufsicht. Die Vertreter-Länder bestimmen gemeinsam die Spielbedingungen.

## Ablauf einer NKL-Lotterie
Lotteriestart ist jeweils der 1. April und der 1. Oktober. Der Ablauf folgt den Regeln einer Klassenlotterie. Gespielt wird in 6 Klassen, die jeweils einen Monat dauern. Die Gesamtlaufzeit einer Lotterie beträgt somit ein halbes Jahr. Allerdings ist der Spielteilnehmer nicht gezwungen, über die gesamte Spielzeit teilzunehmen. Da aber gerade im letzten Spielmonat, also in der letzten Spielklasse, besonders hohe Gewinne ausgespielt werden und die Gewinnchancen im Gegensatz zu den fünf Vormonaten höher sind, ist es notwendig, die vollen sechs Monate zu spielen, um die maximal mögliche Gewinnwahrscheinlichkeit zu erreichen. Die von der NKL-Lotterie vorgerechneten Trefferchancen ergeben sich also immer nur für den gesamten Spielzeitraum, d. h. über die vollen sechs Monate. Es finden täglich Geldgewinnziehungen statt. Darüber hinaus gibt es einmal pro Monat mindestens eine Sachgewinnziehung und die Jackpotverlosung.
Durch den Kauf eines Loses oder eines Teilloses mit aufgedruckter siebenstelliger Gewinnzahl erhält der Spielteilnehmer seine Teilnahmeberechtigung an der Lotterie. Das Los wird entweder in 1/16-Teilung, in 1/8-Teilung, 1/4-Teilung, 1/2-Teilung oder als 1/1-Los ausgegeben (1/16-Los = 10 €, 1/8-Los = 20 €, 1/4-Los = 40 €, 1/2-Los = 80 €, 1 Los 160 €). Bei den täglichen Ziehungen gibt es immer Gewinne im Wert von mindestens 1 Million Euro. Die Anteile, die man besitzt und deren Losnummern gezogen werden, entscheiden über die Höhe des Gewinns (fallen z. B. 10.000 € auf eine Losnummer und man besitzt einen 1/8-Losanteil, bekommt man 1.250 €, mit 1/16 = 625 €). Ausnahmen von dieser Regelung sind die Extra-Einkommen und die Sachgewinne. Diese werden nicht geteilt. Um den Gewinner zu ermitteln, wird bei diesen Ziehungen pro Gewinn zusätzlich ein Buchstabe gezogen, der den Losanteil des Gewinnloses bestimmt.
Die NKL-Lotterie verwendet zur Ermittlung der Gewinnnummern einen Zufallsgenerator. Gezogen werden 1- bis 7-stellige Gewinnzahlen.

## Ausschüttungsquote
Bei der z. B. vom 1. April 2024 bis 30. September 2024 laufenden 152. NKL-Lotterie wurden Gewinne von insgesamt 2.094.250.000 Euro ausgespielt. Ein ganzes Los kostete je Klasse/Monat 160 Euro, über die gesamte Lotterie hinweg also 960 Euro. Die Losauflage betrug fünf Millionen, bei vollständigem Verkauf wurden also 4,8 Milliarden Euro an Spieleinsätzen umgesetzt. Die Ausschüttungsquote lag also bei etwa 43,63 %. Dies war geringer als beim deutschen Lotto "6 aus 49" (Ausschüttungsquote 50 %). Hierbei sind die von den staatlich zugelassenen Lotterie-Einnehmern (Subunternehmer, die den Vertrieb der Lose erledigen) erhobenen Servicegebühren nicht einberechnet.